# Otczyn
Otczyn (biał. Вотчын, Wotczyn; ros. Отчин, Otczyn) – wieś na Białorusi, w obwodzie brzeskim, w rejonie małoryckim, w sielsowiecie Chocisław, w pobliżu granicy z Ukrainą.

## Historia
W dwudziestoleciu międzywojennym kolonia leżąca w Polsce, w województwie poleskim, w powiecie brzeskim, w gminie Ołtusz. W 1921 kolonia liczyła 56 mieszkańców. Wszyscy mieszkańcy byli Białorusinami wyznania prawosławnego.
Po II wojnie światowej w granicach Związku Sowieckiego. Od 1991 w niepodległej Białorusi.